# Jo-Wilfried Tsonga
Jo-Wilfried Tsonga (Le Mans, 17 aprile 1985) è un ex tennista francese.
In carriera si è aggiudicato diciotto titoli ATP in singolare e quattro in doppio, raggiungendo la quinta posizione in classifica mondiale in singolare a febbraio del 2012. Nei tornei del Grande Slam vanta come miglior risultato la finale agli Australian Open 2008 e ha raggiunto le semifinali a Wimbledon nel 2011 e nel 2012 e al Roland Garros 2013 e 2015.
Ha inoltre disputato la finale alle ATP World Tour Finals 2011 e alle Olimpiadi di Londra 2012 ha vinto la medaglia d'argento nel torneo di doppio in coppia con Michaël Llodra, battuti in finale dai fratelli Mike e Bob Bryan. Ha fatto parte della squadra francese che ha vinto la Coppa Davis 2017 dopo sedici anni dall'ultimo successo transalpino. Nel 2014 si è aggiudicato la Hopman Cup in coppia con la connazionale Alizé Cornet.

## Carriera

### Juniores
Fa il suo esordio nell'ITF Junior Circuit nel 2000 e vince il primo titolo nel luglio 2001 in doppio in un torneo di Grade 1 olandese. Nel gennaio 2002 si spinge fino alla semifinale in singolare nel torneo juniores degli Australian Open. In maggio raggiunge i quarti di finale in singolare e la semifinale in doppio al Trofeo Bonfiglio di Grade A. Eliminato nei quarti anche al torneo singolare del Roland Garros, ad agosto vince il primo torneo in singolare nel Grade 1 del Canadian Open.
Nel gennaio 2003 perde in semifinale agli Australian Open contro Marcos Baghdatis e arriva in semifinale anche al Roland Garros. Dopo aver vinto sia in singolare che in doppio il Grade 1 di Roehampton, esce in semifinale in singolare anche a Wimbledon. Si prende la rivincita su Baghdatis nella finale degli US Open, conquistando il suo titolo juniores più importante. Nei due mesi successivi ritrova Baghdatis nelle finali del Grade A Osaka Mayor's Cup, vinta dal cipriota, e in quella vinta in un torneo G1 in Lussemburgo. In ottobre, dopo la sconfitta di Osaka, sale al 2º posto nella classifica mondiale, e chiude l'esperienza tra gli juniores a dicembre dopo aver vinto 4 titoli in singolare (il Grade A degli US Open e tre Grade 1) e 3 in doppio (tra cui un Grade 1).

### 2001-2003: inizi da professionista
Tsonga debutta nell'circuito ITF nel settembre 2001 arrivando subito alle semifinali nel Futures France F15. Quell'anno fa una sola altra apparizione e gioca più spesso nel circuito ITF nel 2002, raggiungendo cinque volte le semifinali. A maggio fa il suo esordio nel circuito maggiore nel torneo di doppio del Roland Garros, e in coppia con Richard Gasquet viene eliminato da Wayne Black / Kevin Ullyett. Nel febbraio 2003 debutta nel circuito Challenger con una vittoria al primo turno del torneo di Andrezieux. Ad aprile disputa la sua prima finale da professionista nel torneo di doppio del Futures Germany F1. Non supera le qualificazioni al Roland Garros, alla sua prima esperienza in singolare nel circuito maggiore, mentre nel torneo di doppio viene di nuovo eliminato al primo turno. A luglio gioca la prima finale in singolare al France F14 e finisce la stagione in 394ª posizione del ranking ATP.

### 2004: top 200, primi titoli ITF e Challenger e debutto nel circuito ATP
Nell'aprile 2004 alza il primo trofeo da professionista vincendo il torneo di doppio al France F7 in coppia con Gilles Simon. A giugno vince il primo titolo Futures in singolare allo Spain F11 battendo in finale Daniel Muñoz de la Nava e due settimane dopo si aggiudica il primo Challenger a Nottingham sconfiggendo Alex Bogdanović in due set. Vince un secondo Challenger a luglio a Togliatti. A settembre desta sensazione al suo esordio nel circuito ATP con la vittoria per 6-3, 6-3 sulla testa di serie nº 1 e nº 6 del mondo Carlos Moyá al primo turno del China Open. Al debutto in un torneo Masters Series, a novembre, batte al primo turno del Paris Masters 2004 il nº 30 ATP Mario Ančić. Questi risultati gli permettono di arrivare a novembre al 157º posto del ranking, ma quello stesso mese un'ernia al disco lo costringe a diversi mesi di inattività.

### 2005 e 2006: infortuni e crollo nel ranking
Rientra a marzo e a fine mese vince il Torneo Internacional Challenger Leon. La stagione è caratterizzata da diversi infortuni e riesce a giocare solo in otto tornei, tra i quali il Roland Garros, il suo primo Slam, nel quale viene eliminato al primo turno dal nº 3 del mondo Andy Roddick. A ottobre vince il Futures France F17 e poco dopo nuovi malanni alla schiena e agli addominali lo costringono a fermarsi per oltre tre mesi. Rientra nel febbraio del 2006 e a marzo si trova 349º in classifica ATP. In questo periodo si dedica a tornei minori e vince tre Futures consecutivi, ma a maggio si ferma di nuovo a lungo per il riacutizzarsi dei dolori. A ottobre vince il Rennes Challenger, che gli consente di finire il 2006 al 212º posto del ranking.

### 2007: primo titolo ATP in doppio, top 50 del ranking in singolare
All'inizio del 2007 partecipa per la prima volta all'Australian Open e al primo turno viene eliminato dal nº 7 ATP Andy Roddick dopo un incontro equilibrato perso in quattro set. Vince poi quattro Challenger a Tallahassee, Città del Messico, Lanzarote e Surbiton. Rientra nel circuito ATP a giugno, qualificandosi per il torneo sull'erba del Queen's, dove supera al secondo turno il nº 16 ATP Lleyton Hewitt e viene eliminato al terzo da Marin Čilić. Subito dopo si conferma in gran forma al suo debutto nel torneo di Wimbledon battendo tre top 100 prima di essere eliminato negli ottavi dal nº 14 ATP Richard Gasquet.
Ad agosto debutta agli US Open vincendo gli incontri nei primi due turni e perdendo al terzo contro il nº 2 del mondo Rafael Nadal. Tra i più importanti risultati di fine stagione vi sono i quarti di finale a Metz, dove perde contro il nº 18 Andy Murray, e la prima semifinale nel circuito maggiore raggiunta assieme a Sébastien Grosjean a ottobre in doppio al torneo di Mosca, persa contro Marat Safin / Dmitrij Tursunov. Raggiunge la prima semifinale in singolare a Lione, dove si prende la rivincita su Gasquet e viene eliminato da Grosjean, con il quale vince il primo titolo ATP nel torneo di doppio della stessa manifestazione superando in finale Łukasz Kubot / Lovro Zovko. La grande stagione è coronata a novembre con il 43º posto, suo nuovo best ranking ATP.

### 2008: primi titoli ATP International Series e Masters Series, finale agli Australian Open e top 10
Il 2008 si apre con la semifinale raggiunta in singolare nel torneo ATP di Adelaide e la vittoria la settimana seguente in doppio al torneo di Sydney in coppia con Gasquet battendo i numeri uno della specialità, i gemelli Bryan. Desta sensazione ai successivi Australian Open, arrivando alla finale dopo avere battuto i tre top 15 della classifica ATP Andy Murray, Richard Gasquet e Michail Južnyj, e soprattutto annichilendo in semifinale il numero due del mondo Rafael Nadal con un sorprendente 6-2 6-3 6-2. Perde all'atto conclusivo contro il numero tre Novak Đoković con il punteggio di 4-6, 6-4, 6-3, 7-6. Questa prestazione gli permette di raggiungere la 18ª posizione ATP, divenendo così il numero 2 francese. Il prosieguo della stagione è ostacolato dall'ennesimo infortunio che gli impedisce di partecipare sia al Roland Garros che a Wimbledon.
Ritrovata la salute fisica, vince il primo titolo ATP in singolare al Thailand Open di Bangkok, dove nella finale del 28 settembre si prende la rivincita su Đoković battendolo 7-6, 6-4. Il 2 novembre vince il suo primo ATP Masters Series nel torneo di Parigi-Bercy, battendo in finale David Nalbandian con il punteggio di 6-3, 4-6, 6-4. Raggiunge la posizione numero 7 nel ranking ATP e accede alla Masters Cup di Shanghai; anche in queste finali si comporta molto bene battendo Đoković 1–6, 7–5, 6–1, ma viene eliminato dopo due incontri equilibrati con Nikolaj Davydenko e Juan Martín del Potro. Chiude il 2008 con il 6º posto ATP, suo nuovo best ranking.

### 2009: tre titoli ATP in singolare e un Masters Series in doppio
Il 2009 comincia con i quarti di finale raggiunti in singolare nel Brisbane International, mentre in doppio in coppia con Marc Gicquel vince il suo terzo titolo ATP superando in finale in due set Fernando Verdasco / Miša Zverev. In singolare si ferma ai quarti anche a Sydney e all'Australian Open, dove è sconfitto da Verdasco. Nel torneo SA Tennis Open di febbraio a Johannesburg vince il titolo battendo in finale Chardy; si ripete alla fine dello stesso mese nell'Open 13 di Marsiglia dove supera in due set Michaël Llodra.
Negli altri tre Slam stagionali conquista due quarti turni e viene battuto al Roland Garros da del Potro e agli US Open da González. Esce al terzo turno a Wimbledon per mano di Karlović. A ottobre conquista il suo terzo titolo stagionale in singolare battendo in due set in finale Michail Južnyj al Japan Open di Tokyo. La settimana dopo vince lo Shanghai Masters in doppio in coppia con Julien Benneteau superando in finale Mariusz Fyrstenberg / Marcin Matkowski.

### 2010: semifinale agli Australian Open
Tsonga inizia il 2010 agli Australian Open. Supera i primi turni cedendo un solo set a Tommy Haas, negli ottavi ha la meglio su Nicolás Almagro, battendolo 9-7 al quinto set. Nei quarti trionfa contro Novak Đoković dopo una partita dai tanti colpi di scena conclusasi con lo score di 7-6, 6-7, 1-6, 6-3, 6-1. In semifinale cede in tre set a Federer. A marzo partecipa alla sfida di Coppa Davis contro la Germania, vince il primo singolare contro Benjamin Becker e si ritira durante il secondo giocato contro Simon Greul. La stagione sul cemento americano si apre a Indian Wells, dove viene sconfitto agli ottavi dal numero 7 del ranking mondiale Robin Söderling. A Miami, dopo avere superato con facilità Guillermo García López, Philipp Kohlschreiber e Juan Carlos Ferrero, si arrende in due set a Rafael Nadal nei quarti di finale.
Al Masters 1000 di Monte Carlo viene eliminato al terzo turno da Juan Carlos Ferrero. Arriva ai quarti nei successivi tornei di Barcellona e agli Internazionali d'Italia, sconfitto rispettivamente da Thiemo de Bakker e David Ferrer. Al Roland Garros si ritira agli ottavi dopo avere perso il primo set contro Michail Južnyj. Si presenta dopo due settimane a Wimbledon ed esce sconfitto ai quarti dal nº 4 ATP Andy Murray. Al termine del torneo si sottopone a un intervento alla rotula e rientra dopo tre mesi. Di rilievo a fine anno i quarti di finale raggiunti al Masters 1000 di Shanghai, sconfitto nuovamente da Murray, e la semifinale di Montpellier dove perde contro Monfils. Il riacutizzarsi del male al ginocchio lo costringe a chiudere la stagione in anticipo e a rinunciare alla semifinale di Coppa Davis 2010 ma soprattutto alla finale, in cui la Serbia batte la Francia 3-2 e si aggiudica per la prima volta il trofeo.

### 2011: due titoli ATP 250 e finale alle ATP World Tour Finals

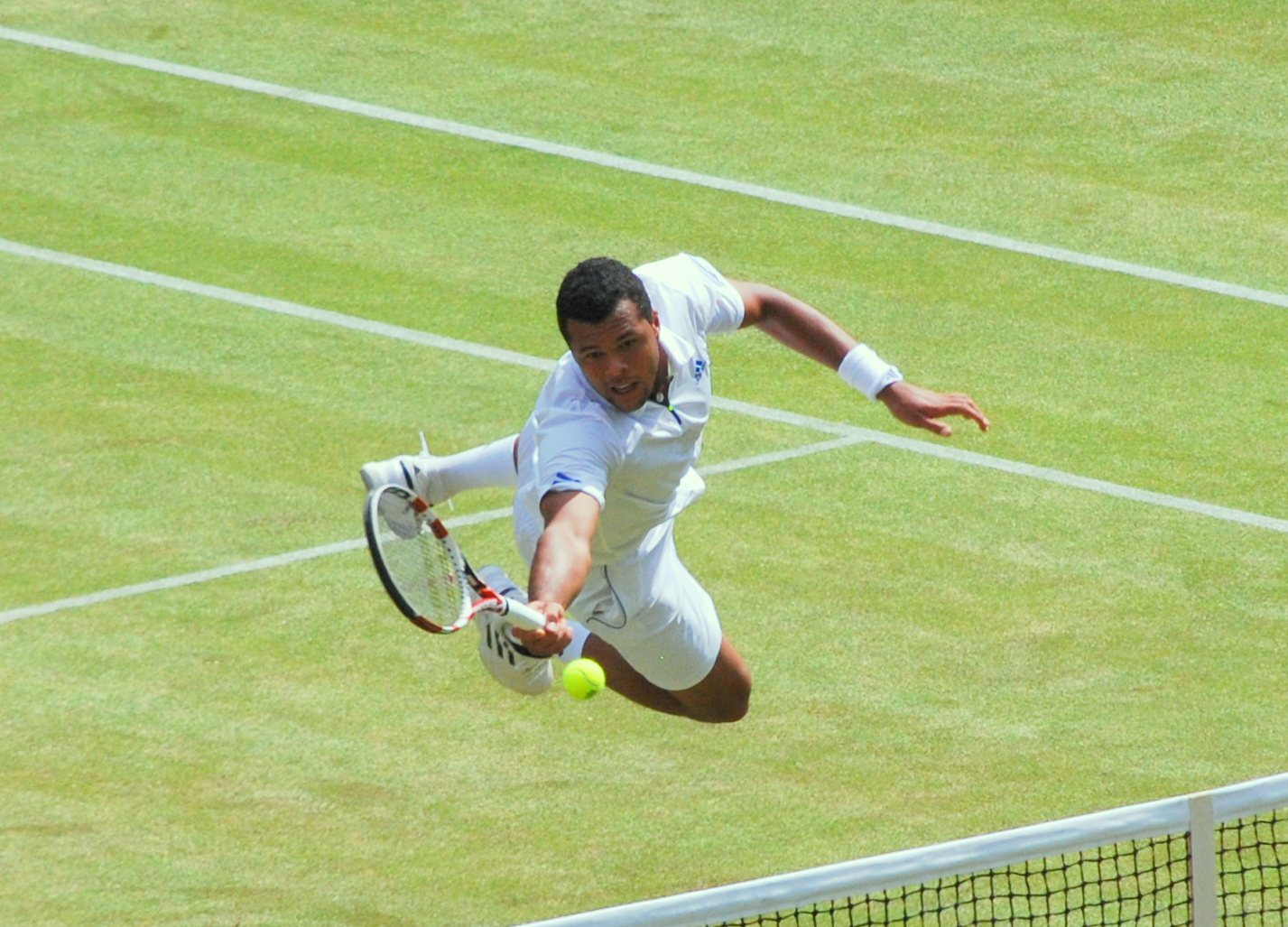
Tsonga a Wimbledon nel 2011

Tsonga inizia la stagione perdendo in semifinale a Doha contro Roger Federer. Al terzo turno degli Australian Open viene eliminato da Aleksandr Dolhopolov in cinque set. A Rotterdam perde la finale contro Robin Söderling e la settimana dopo viene sconfitto anche nella finale in doppio all'Open 13 di Marsiglia in coppia con Benneteau contro Robin Haase / Ken Skupski. In primavera non riesce a superare gli ottavi né sul cemento americano né sulla terra rossa europea. Al Roland Garros perde al terzo turno in cinque set contro Stan Wawrinka. Si esprime ad alti livelli nei tornei sull'erba, al Queen's batte in tre set Rafael Nadal nei quarti e in finale viene sconfitto da Andy Murray al terzo set. A Wimbledon supera i primi tre turni perdendo un solo set contro Grigor Dimitrov. Supera anche gli ottavi in tre set battendo David Ferrer e nei quarti di finale elimina al quinto set il sei volte campione Roger Federer dopo aver perso i primi due parziali. In semifinale arresta la sua corsa davanti al futuro campione del torneo Novak Đoković, che lo sconfigge con il punteggio di 6-7, 2-6, 7-6, 3-6.
A Montréal conferma il suo ottimo stato di forma vincendo contro Fabio Fognini e Bernard Tomić ed eliminando nuovamente Federer, sconfitto al terzo set. Nei quarti ha la meglio contro Nicolás Almagro e in semifinale  è costretto al ritiro durante l'incontro con Đoković a causa di un dolore al braccio. A Cincinnati vince il primo incontro contro Marin Čilić e viene eliminato al secondo da Alex Bogomolov Jr.. Agli Us Open vince i primi tre turni senza perdere un set contro Lu Yen-hsun, Serhij Bubka e Fernando Verdasco. Agli ottavi supera al quinto set Mardy Fish e nei quarti ritrova Roger Federer, che si impone in tre set. Vince quindi l'ATP 250 di Metz battendo in tre set in finale il nº 29 ATP Ivan Ljubičić. Nella semifinale dell'ATP 500 di Pechino viene battuto in tre set da Tomáš Berdych all'inizio di ottobre e alla fine del mese vince il torneo di Vienna battendo in finale del Potro per 6-7, 6-3, 6-4. Perde in finale contro Federer al Masters 1000 di Parigi e chiude la stagione disputando le ATP World Tour Finals, nelle quali supera il round-robin battendo Nadal e Mardy Fish, nonostante la nuova sconfitta subita contro Federer. In semifinale sconfigge in due set Berdych e in finale disputa l'undicesimo incontro stagionale con Federer, che si impone per 6-3, 6-7, 6-3. Chiude l'anno al 6º posto del ranking.

### 2012: due titoli ATP e argento in doppio alle Olimpiadi di Londra

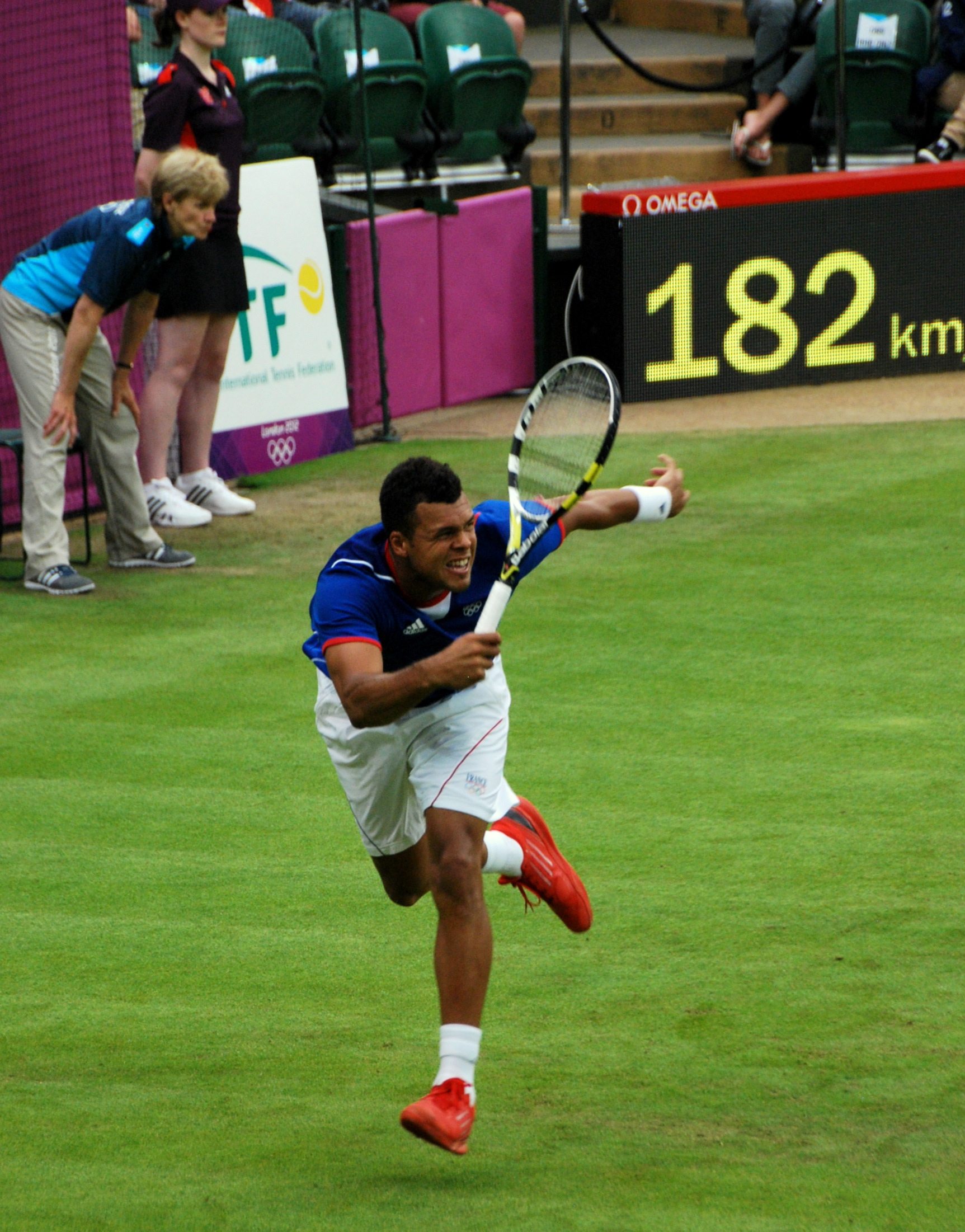
Tsonga alle Olimpiadi di Londra

Inizia il 2012 al Torneo di Doha e trionfa nella finale contro Gaël Monfils. Agli Australian Open elimina nei primi tre turni Denis Istomin Ricardo Mello e Frederico Gil, prima di essere battuto agli ottavi in cinque set da Kei Nishikori. A febbraio perde in semifinale all'ATP 250 di Marsiglia contro il nº 10 ATP del Potro e nello stesso torneo arriva alla finale in doppio in coppia con Dustin Brown. Il risultato in singolare gli garantisce il 5º posto nella classifica mondiale, suo nuovo best ranking. Subito dopo perde di nuovo ai quarti contro del Potro a Dubai. Dopo l'eliminazione negli ottavi a Indian Wells, a Miami viene sconfitto nei quarti da Rafael Nadal. Ottiene buoni risultati nella stagione europea sulla terra rossa, giungendo ai quarti di finale a Montecarlo, Roma e al Roland Garros, dove nel quarto set spreca quattro match-point contro il numero uno al mondo Novak Đoković, che si impone nel set decisivo.
Al torneo di Wimbledon estromette dal torneo Lleyton Hewitt, Guillermo García López, Lukáš Lacko, Mardy Fish e Philipp Kohlschreiber prima di uscire al quarto set in semifinale contro Andy Murray come l'anno precedente. Partecipa quindi alle Olimpiadi di Londra e in singolare viene sconfitto ai quarti di finale in due set da Đoković dopo avere battuto nel secondo turno Milos Raonic con il punteggio di 6-3, 3-6, 25-23, stabilendo il record dell'incontro con il maggior numero di game nella storia delle Olimpiadi. Nel doppio maschile in coppia con Michaël Llodra perde la finale contro i gemelli statunitensi Bob e Mike Bryan per 6-4, 7–6(2), conquistando così la medaglia d'argento.
All'inizio della stagione sul cemento americano viene sconfitto da Jérémy Chardy a Toronto mentre è costretto a ritirarsi dal torneo di Cincinnati a causa di un incidente d'auto. Torna in campo agli US Open come quinta testa di serie, batte al primo turno Karol Beck e viene eliminato al secondo dal nº 52 del ranking Martin Kližan. Si presenta al Moselle Open per difendere il titolo conquistato nel 2011 e in finale sconfigge Andreas Seppi in meno di un'ora. Perde la finale contro Đoković nel Masters 500 di Pechino e nel successivo Masters 1000 di Shanghai si arrende nei quarti a Berdych. Al ritorno in Europa perde di nuovo contro Berdych in finale a Stoccolma. A Parigi-Bercy supera Julien Benneteau e Nicolás Almagro e viene eliminato ai quarti da David Ferrer, che vincerà il torneo. Alle ATP World Tour Finals si presenta con il nuovo coach Roger Rasheed e viene eliminato nel round-robin con tre sconfitte contro Novak Đoković, Tomáš Berdych e Andy Murray.

### 2013: un titolo ATP e semifinale al Roland Garros
Agli Australian Open supera nell'ordine Michaël Llodra, Gō Soeda e Blaz Kavcic; negli ottavi ha la meglio su Richard Gasquet e viene sconfitto nei quarti al quinto set da Roger Federer. Al Masters di Indian Wells batte James Blake, Mardy Fish e Milos Raonic prima di essere eliminato nei quarti da Novak Đoković, che gli concede 4 soli game. Al successivo Masters di Miami viene eliminato da Marin Čilić dopo i successi contro Victor Troicki e Nieminen.

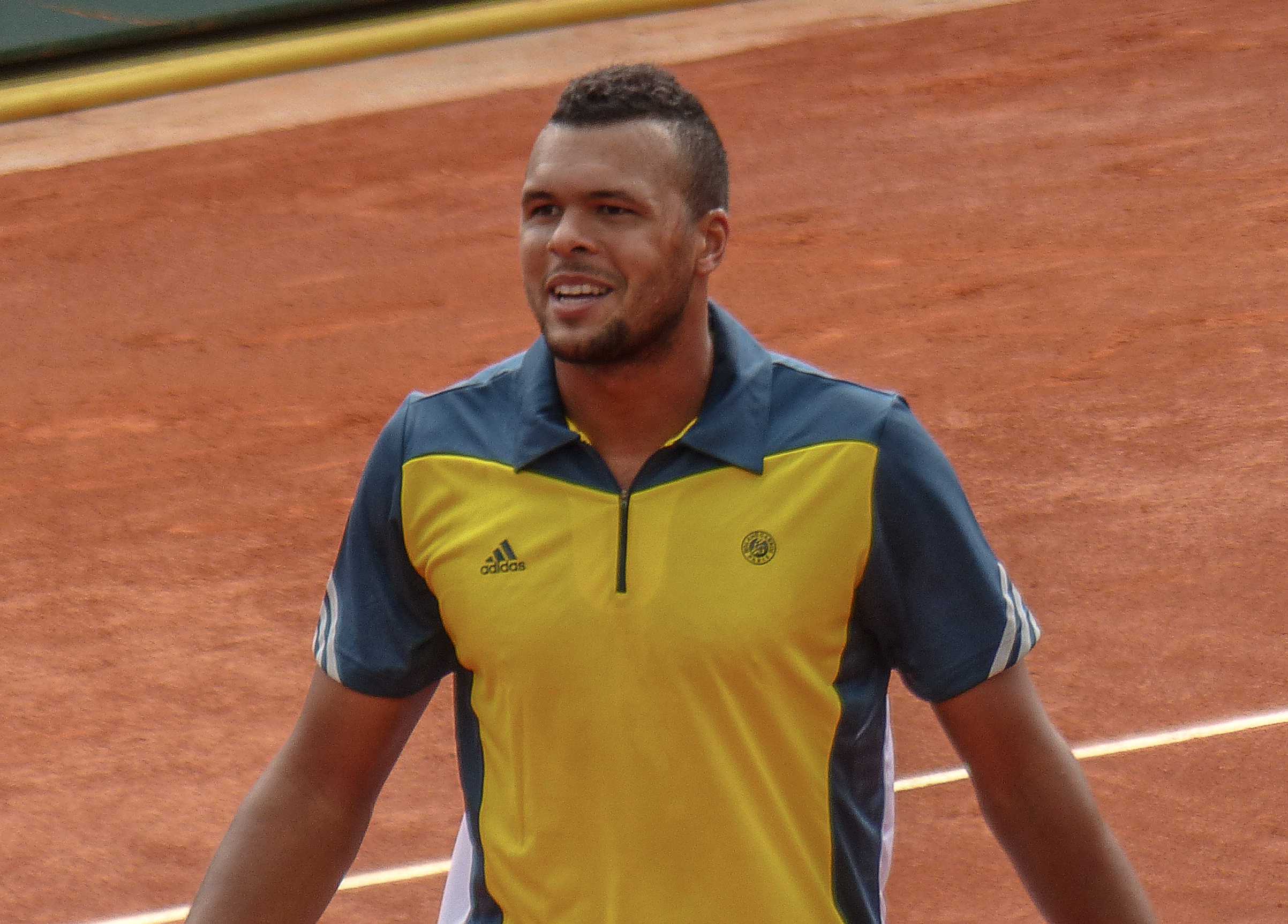
Tsonga al Roland Garros 2013

Al Masters di Montecarlo sconfigge Nikolaj Davydenko e Jürgen Melzer e nei quarti ha la meglio in tre set su Stan Wawrinka, cede in due set in semifinale contro il plurivincitore del torneo Rafael Nadal. Al Mutua Madrid Open vince con Robin Haase e Fernando Verdasco e viene sconfitto nei quarti in tre set da Stan Wawrinka, che arriverà in finale. Agli Internazionali d'Italia esce di scena al primo turno per mano di Jerzy Janowicz. Al Roland Garros vince i primi quattro turni senza perdere alcun set contro Aljaž Bedene, Jarkko Nieminen, Jérémy Chardy e Viktor Troicki. Ai quarti si impone su Roger Federer con il punteggio di 7-5, 6-3, 6-3 e in semifinale perde al terzo set contro David Ferrer.
Comincia la stagione sull'erba al Queen's con una sconfitta in tre set in semifinale contro Andy Murray, che vincerà il torneo. A Wimbledon elimina al primo turno Goffin e si ritira durante il match di secondo turno contro Gulbis, accusando un problema ai tendini del ginocchio che lo costringe a rinunciare anche alla stagione nordamericana sul duro, compresi gli US Open. Rientra a settembre al Moselle Open di Metz, dove non riesce a difendere il titolo vinto l'anno prima e viene sconfitto in finale da Gilles Simon. A Metz perde la finale anche in doppio con Nicolas Mahut contro Raven Klaasen/Johan Brunström. Il mese dopo cede in semifinale del Masters 1000 di Shanghai contro Đoković. Perde in semifinale anche a Vienna, contro Haase, e chiude la stagione al 10º posto del ranking dopo essere stato battuto al suo primo incontro nel Masters 1000 di Parigi-Bercy da Nishikori.

### 2014: secondo titolo Masters 1000
Inizia la stagione agli Australian Open 2014 e agli ottavi di finale perde contro Federer in tre set. Subito dopo batte Lleyton Hewitt nel primo turno di Davis, che i francesi vincono 5-0 sull'Australia. Perde quindi la finale dell'ATP 250 di Marsiglia contro il nº 23 ATP Ernests Gulbis. Dopo i quarti raggiunti a Dubai, ha inizio la trasferta per i Masters 1000 americani sul cemento, dove perde il primo incontro a Indian Wells, mentre a Miami viene eliminato negli ottavi da Andy Murray. Nei quarti di Davis vinti 3-2 contro la Germania, si impone contro Tobias Kamke e perde al quinto set contro Peter Gojowczyk, contribuendo al passaggio in semifinale della Francia. Inizia la stagione europea sulla terra rossa a Montecarlo e viene sconfitto al terzo set nei quarti da Federer. Esce dai Masters 1000 di Madrid e Roma rispettivamente al secondo e al terzo turno. Si spinge fino al quarto turno al Roland Garros e raccoglie solo 6 giochi contro il nº 2 ATP Novak Đoković. Dopo la prematura eliminazione al Queen's di Londra subisce la stessa sorte di Parigi al torneo di Wimbledon, con una nuova sconfitta in tre set da Đoković al quarto turno.
Al Masters 1000 di Toronto si presenta come tredicesima testa di serie, ma riesce a trovare la condizione e dopo i primi turni batte in sequenza quattro top-10. Al terzo turno il nº 1 del mondo Novak Đoković con un doppio 6-2, nei quarti elimina in tre set il nº 8 del seeding Andy Murray e in semifinale la testa di serie nº 7 Grigor Dimitrov, in finale batte finalmente Roger Federer con il risultato di 7-5, 7–6(3) in un'ora e mezza di gioco. Vince così il secondo Masters 1000 in carriera e rientra nei Top 10, dai quali era uscito cinque mesi prima. Al successivo Masters 1000 di Cincinnati viene invece eliminato subito da Michail Južnyj. Come nei precedenti Slam stagionali Tsonga non va oltre il quarto turno agli US Open, questa volta battuto da Murray in tre set. Nei giorni successivi prende parte alla semifinale vinta per 4-1 sulla Repubblica Ceca battendo Lukáš Rosol, riportando la Francia in finale dopo quattro anni. L'ultima parte della stagione si rivela deludente con le precoci eliminazioni al Moselle Open a Metz, dove era campione uscente, a Tokyo e al Masters 1000 di Parigi-Bercy, ma soprattutto con la sconfitta in finale di Coppa Davis, dove perde in singolare da Wawrinka e la Svizzera si aggiudica per la prima volta il trofeo superando la Francia per 4-1.

### 2015: un titolo ATP

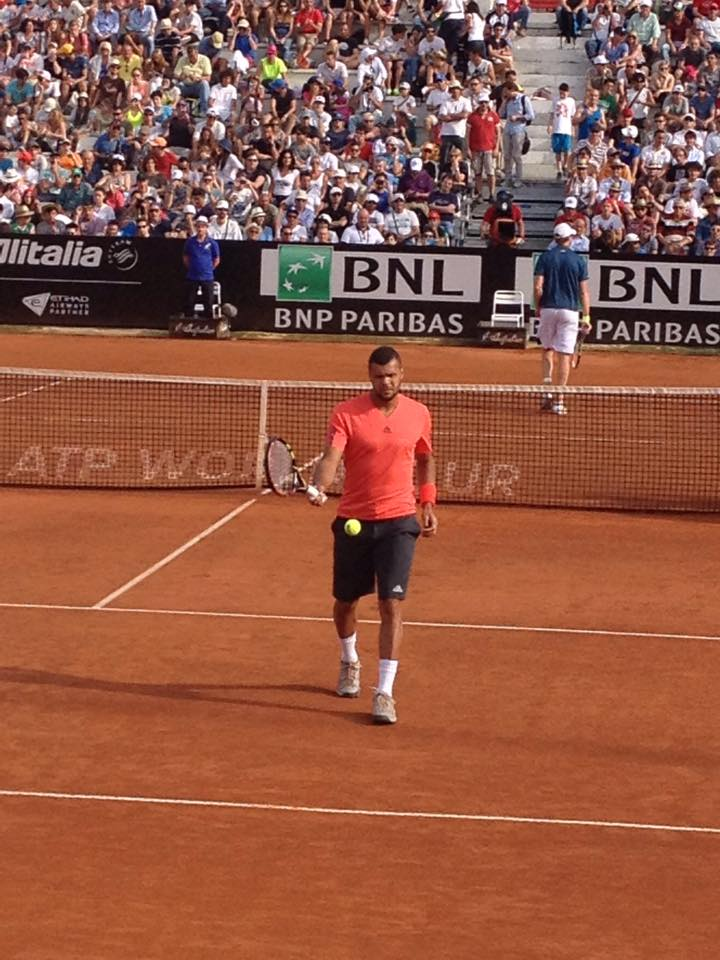
Tsonga al Masters 1000 di Roma nel 2015

Un infortunio al braccio lo tiene lontano dai campi da gioco nella prima parte della stagione e rientra in primavera al Masters 1000 di Miami, in cui viene sconfitto al terzo turno da Gaël Monfils. Al successivo Masters 1000 di Monte-Carlo viene eliminato negli ottavi da Marin Čilić. Anche a Barcellona, Madrid e Roma arriva al massimo agli ottavi. Offre invece ottime prestazioni agli Open di Francia battendo Tomáš Berdych negli ottavi e Kei Nishikori nei quarti prima di arrendersi in semifinale in cinque set a Stan Wawrinka, che vincerà il torneo battendo Đoković in finale. Al Torneo di Wimbledon si ferma al terzo turno, sconfitto da Ivo Karlović. La settimana dopo gioca nei quarti di Davis contro la Gran Bretagna, perdendo il primo singolare da Murray e in doppio; i britannici passano in semifinale con il risultato di 3-1 e vinceranno la competizione a novembre contro il Belgio a distanza di 79 anni dall'ultimo successo.
Il mese dopo Murray lo batte nuovamente nei quarti di finale del Masters 1000 canadese, mentre a Cincinnati Tsonga perde al primo turno contro Verdasco. Agli US Open arriva ai quarti e rimonta due set al campione uscente e nº9 ATP Marin Čilić, che si impone al quinto set. A settembre torna a vincere un torneo ATP dopo tredici mesi a Metz battendo in finale in tre set il nº 10 del mondo Gilles Simon. Il mese dopo torna a disputare una finale di un Masters 1000 a Shanghai e perde in due set contro il nº 1 del mondo Đoković, dopo avere eliminato nei quarti il nº 10 Anderson e in semifinale Nadal, battuto in tre set. Rientra così tra i top 10 a distanza di tredici mesi dall'ultima volta e chiude l'anno al 10º posto del ranking.

### 2016: una finale ATP e nuovi infortuni
Anche la stagione 2016 è contrassegnata da diversi infortuni. Al debutto annuale a Auckland perde in tre set la semifinale contro Roberto Bautista Agut, mentre agli Australian Open viene eliminato in tre set dal nº 7 ATP Kei Nishikori negli ottavi. Dopo la deludente trasferta sulla terra rossa in Sud America, vince in doppio e l'ultimo singolare per ritiro nel primo turno di Coppa Davis in cui la Francia supera 5-0 il Canada in Guadalupa. Al Masters 1000 di Indian Wells viene battuto nei quarti con due tie-break dal numero 1 Đoković dopo avere battuto negli ottavi il nº 13 ATP Dominic Thiem; al successivo Masters 1000 di Miami non va oltre il terzo turno. Apre la stagione primaverile sulla terra rossa di Monte-Carlo, perdendo in semifinale contro Monfils dopo avere battuto per la settima volta in carriera Federer. Eliminato al terzo turno del Masters 1000 di Madrid, rinuncia a giocare a Roma per problemi agli adduttori. Affretta il rientro e al Roland Garros si ritira durante l'incontro di terzo turno contro Gulbis. Rientra a Wimbledon e viene sconfitto ai quarti di finale in cinque set dal futuro vincitore del torneo Andy Murray; di rilievo il suo incontro di terzo turno contro John Isner durato quasi quattro ore e mezza in cui salva un match-point prima di imporsi 19-17 al quinto.
A metà luglio prende parte al vittorioso quarto di finale di Davis contro la Repubblica Ceca perdendo il primo singolare in cinque set da Rosol ma assicurando il punto del 3-1 alla Francia battendo Jiří Veselý in quattro set. Torna in campo in agosto ai Giochi olimpici di Rio e perde al primo turno in doppio in coppia con Gaël Monfils, mentre in singolare non va oltre il secondo turno, sconfitto in due set da Gilles Müller. Al successivo Masters 1000 di Cincinnati viene eliminato al terzo turno mentre agli US Open arriva ai quarti e si ritira durante il match con Đoković per nuovi problemi al ginocchio sinistro che lo tengono fuori dai campi oltre un mese. Rinuncia alla semifinale di Davis, persa 3-2 contro la Croazia, e rientra al Masters 1000 di Shanghai battendo l'emergente nº 19 ATP Alexander Zverev prima di fermarsi ai quarti contro Roberto Bautista Agut. Al successivo ATP 500 di Vienna salva un match-ball prima di vincere al terzo set contro Ivo Karlović in semifinale e perde all'atto conclusivo contro Murray per 3-6, 6-7. Disputa l'ultimo torneo del 2016 al Masters 1000 di Parigi-Bercy e batte al terzo turno il nº 4 mondiale Kei Nishikori al tie-break del set decisivo. Nei quarti viene sconfitto in due set da Milos Raonic, perdendo le ultime speranze di disputare le finali del Masters e attestandosi al 12º posto del ranking.

### 2017: trionfo in Coppa Davis e quattro titoli ATP
Inizia la stagione a Doha e viene eliminato nei quarti di finale da Tomáš Berdych in due set. Al primo Slam dell'anno, l'Australian Open, sconfigge nell'ordine Thiago Monteiro, Dušan Lajović, Jack Sock e Daniel Evans, e viene sconfitto nei quarti in tre set da Stan Wawrinka. A Montpellier, dopo un bye al primo turno, supera Herbert e Medvedev per poi arrendersi a Alexander Zverev in semifinale. A Rotterdam elimina senza perdere alcun set Stefanos Tsitsipas, Gilles Müller, Marin Čilić e in semifinale Tomáš Berdych; si aggiudica il titolo con il successo in finale su David Goffin con il punteggio di 4-6, 6-4, 6-1. Quello stesso mese vince anche l'ATP 250 di Marsiglia battendo nell'ordine Illja Marčenko, Gilles Simon, Nick Kyrgios e in finale Lucas Pouille con un doppio 6-4.
Viene eliminato al secondo turno a Indian Wells e al Montecarlo Masters, rispettivamente da Fabio Fognini e Adrian Mannarino. A Madrid batte Andrej Kuznecov al primo turno e si ritira prima dell'incontro con David Ferrer per un dolore alla spalla destra. Torna in campo nel nuovo torneo di Lione da testa di serie numero 1 e conquista il terzo titolo stagionale battendo in finale Tomáš Berdych per 7-6, 7-5. Al Roland Garros viene eliminato al primo turno da Renzo Olivo in quattro set. All'ATP 500 del Queen's a Londra supera al primo turno Mannarino e viene eliminato al secondo da Müller. A Wimbledon sconfigge Cameron Norrie e Simone Bolelli, e al terzo turno cede al quinto set contro Sam Querrey.
Viene infatti eliminato all'esordio a Montréal, ancora da Querrey, e a Cincinnati da Ivo Karlović. Allo US Open batte al primo turno Marius Copil e viene poi sconfitto in tre set da Denis Shapovalov. Nella vittoriosa semifinale di Coppa Davis contro la Serbia batte in singolare Dušan Lajović e Laslo Đere. Un nuovo infortunio al ginocchio gli impedisce di partecipare ai tornei ATP cinesi e rientra a metà ottobre vincendo il suo quarto torneo stagionale ad Anversa battendo in finale Diego Schwartzman per 6-3, 7-5. Nel successivo torneo di Vienna batte nei quarti il nº 5 ATP Alexander Zverev e perde in finale contro il nº 25 Lucas Pouille. La stagione si chiude con il trionfo in Coppa Davis contro il Belgio, battuto 3-2 nella finale disputata in Francia. Tsonga contribuisce vincendo il primo singolare contro Steve Darcis per 6-3, 6-2, 6-1, e perde il secondo contro David Goffin per 6-7, 3-6, 2-6. Grazie alla vittoria di Pouille su Darcis nell'incontro decisivo del 26 novembre, la Francia riconquista la coppa dopo sedici anni dall'ultimo trionfo.

### 2018: operazione al ginocchio
Tsonga fa il suo debutto stagionale all'Australian Open 2017; batte al primo turno il qualificato Kevin King e al secondo supera in rimonta al quinto set l'emergente nº 50 ATP Denis Shapovalov dopo essere stato in svantaggio di due set a uno e 2-5 nel quarto. Viene eliminato al terzo turno da Nick Kyrgios con il punteggio di 6-7, 6-4, 6-7, 6-7. Nuovi dolori al ginocchio gli impediscono di partecipare al primo turno di Coppa Davis e rientra a inizio febbraio all'ATP 250 di Montpellier, dove è costretto a ritirarsi nell'incontro di semifinale contro Lucas Pouille per il riacutizzarsi dei dolori al ginocchio sinistro che lo costringono a una nuova operazione il 3 aprile e a un lungo periodo di inattività. Rientra nel circuito a settembre e prima di fine stagione vince un solo incontro ad Anversa perdendone cinque, tra i quali il singolare contro Marin Čilić nella finale di Coppa Davis, che vede la Croazia aggiudicarsi la manifestazione superando i francesi per 3-1. I punti persi nel ranking ATP lo fanno precipitare a novembre alla 262ª posizione, la più bassa dal settembre del 2006.

### 2019: due titoli ATP

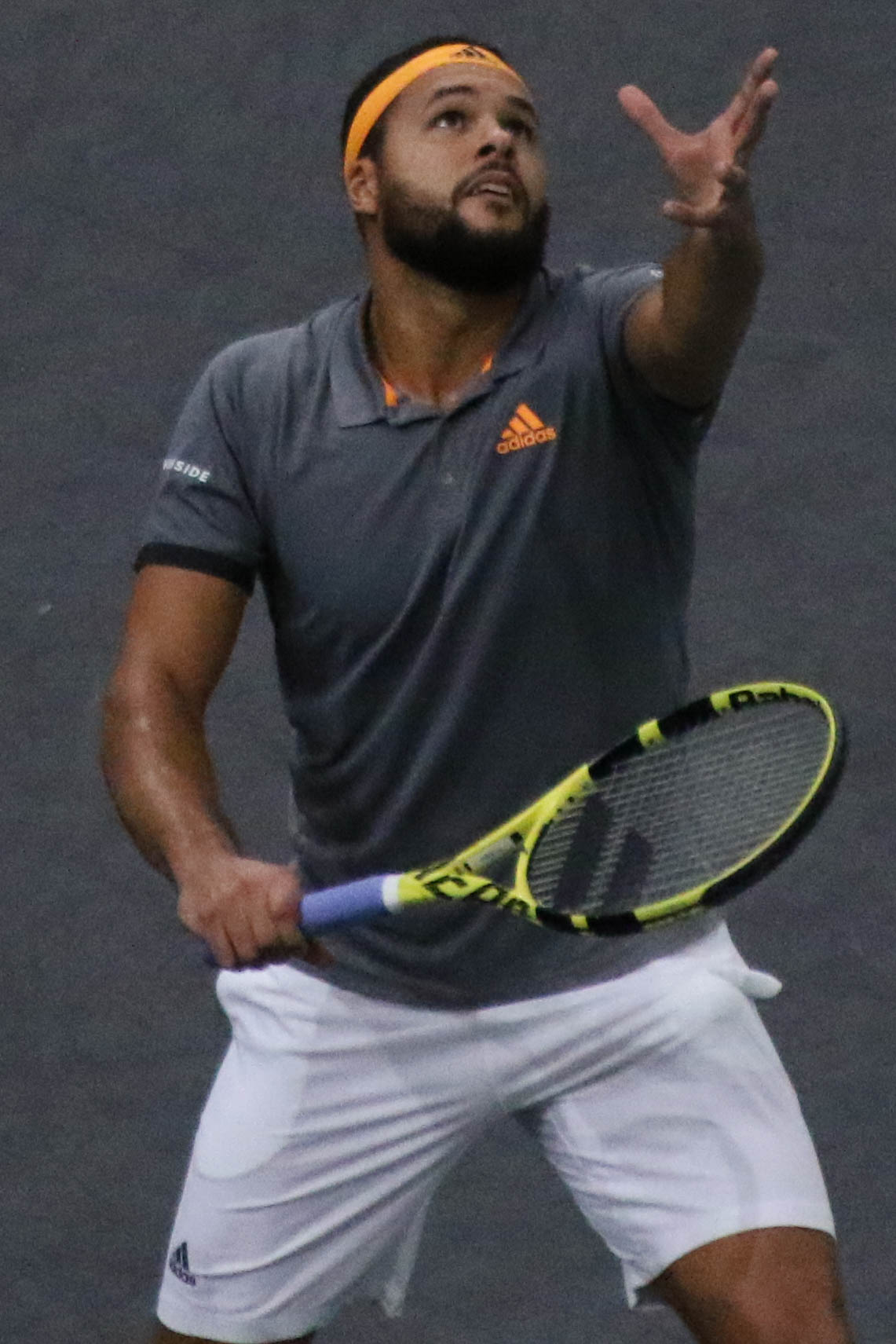
Tsonga al Masters di Parigi 2019

All'esordio stagionale perde in semifinale al Brisbane International contro Daniil Medvedev. All'Australian Open viene sconfitto al secondo turno in tre set dal nº1 del mondo Đoković, che vincerà il torneo. Il 10 febbraio ritorna a vincere un titolo ATP a Montpellier battendo in finale 6-4, 6-2 Pierre-Hugues Herbert. Nei quarti di finale dell'ATP 500 di Rotterdam è nuovamente eliminato da Medvedev. Dopo le premature sconfitte a Marsiglia e a Miami, fa il suo debutto stagionale sulla terra rossa a Marrakech uscendo in semifinale per mano di Benoît Paire, dopo avere battuto al secondo turno il nº 22 ATP Kyle Edmund. Grazie alla sua classifica protetta viene invitato al Masters 1000 di Monte-Carlo, dove un infortunio alla schiena lo costringe a ritirarsi durante l'incontro di primo turno. Alla fine del torneo rientra comunque nella top 100 del ranking.
Continua a risalire la classifica con discreti risultati nei tornei ATP, come il secondo turno al Roland Garros e il terzo turno a Wimbledon. Raggiunge il terzo turno anche a Washington, dopo aver sconfitto il nº 8 del mondo Karen Chačanov. Rientra inoltre dopo molti anni a giocare nei Challenger, aggiudicandosi quello di Cassis. A settembre vince il suo diciottesimo titolo ATP sconfiggendo nella finale del torneo di Metz Aljaž Bedene. A fine stagione elimina tra gli altri il nº 9 ATP Matteo Berrettini al Masters di Parigi e viene sconfitto nei quarti da Nadal. A fine torneo sale al 29º posto del ranking, la migliore posizione dal febbraio 2018. Prende parte alla fase finale della Coppa Davis 2019, che si svolge con un nuovo formato a Madrid. Nel girone preliminare sconfigge Yasutaka Uchiyama, aiutando la Francia a superare 2-1 il Giappone, e viene sconfitto da Filip Krajinović, che assieme a Djokovic spinge la Serbia a passare il turno.

### 2020-2022: mal di schiena, convalescenza, rientri, nuovi infortuni e ritiro
Al via della stagione perde il primo incontro disputato a Doha e due settimane dopo è costretto a ritirarsi al primo turno dell'Australian Open per il riacutizzarsi dei dolori alla schiena. Sarà la sua ultima apparizione della stagione, gli viene diagnosticata la calcificazione dei legamenti della schiena, affronta un duro percorso di riabilitazione e rientra nel circuito a fine febbraio del 2021. Grazie alle misure adottate dall'ATP per tutelare i giocatori nel periodo del COVID-19, riparte dalla 66ª posizione e viene sconfitto al primo turno a Montpellier. Vince il successivo incontro disputato a Marsiglia contro Feliciano López ed esce al secondo turno. La settimana dopo si ritira nell'incontro di esordio a Dubai per un infortunio al braccio. Rientra il mese successivo a Barcellona, ma non riesce a muoversi sul campo come faceva prima dell'infortunio alla schiena e continua a perdere. Torna a vincere un set al primo turno del Roland Garros contro Yoshihito Nishioka, che si impone al quarto set. Al primo turno di Wimbledon cede in 5 set a Mikael Ymer e si prende una nuova pausa, annuncia il nuovo rientro all'US Open ma all'ultimo momento dà forfait per un problema a una gamba, e dà inizio a una nuova convalescenza. In settembre esce dalla top 100 del ranking e chiude la stagione in 263ª posizione.
Rientra a fine gennaio 2022, sette mesi dopo l'ultimo incontro a Wimbledon, ripartendo dalla 260ª posizione mondiale; torna a vincere un incontro dopo quasi undici mesi al Challenger di Quimper e viene eliminato al secondo turno. Al successivo ATP 250 di Montpellier esce di scena al secondo turno. A Marsiglia vince il suo ultimo incontro in carriera superando al primo turno Gilles Simon e perde al secondo contro Félix Auger-Aliassime. Viene sconfitto anche nelle sue ultime sei apparizioni, l'ultima delle quali è il 24 maggio 2022, al primo turno dell'Open di Francia. Il sorteggio gli mette di fronte il nº 8 mondiale Casper Ruud, Tsonga vince il primo set e perde i due successivi, nel quarto si trova in vantaggio 6-5 con il servizio a disposizione ma un infortunio alla spalla gli impedisce di servire normalmente, rimane in campo senza fare più alcun punto e viene sconfitto con il punteggio di 6(6)-7, 7-6(4), 6-2, 7-6(0). A fine incontro pubblico e colleghi gli rendono un caloroso omaggio e gli viene consegnato un trofeo di fine carriera.

## Statistiche

### Tornei dello slam

#### Risultati in progressione
| Tornei             | 2004 | 2005 | 2006 | 2007 | 2008 | 2009 | 2010 | 2011 | 2012 | 2013 | 2014 | 2015 | 2016 | 2017 | 2018 | 2019 | 2020 | 2021 | 2022 | Titoli | V–S    | Vittorie % |
| ------------------ | ---- | ---- | ---- | ---- | ---- | ---- | ---- | ---- | ---- | ---- | ---- | ---- | ---- | ---- | ---- | ---- | ---- | ---- | ---- | ------ | ------ | ---------- |
| Tornei Grande Slam |      |      |      |      |      |      |      |      |      |      |      |      |      |      |      |      |      |      |      |        |        |            |
| Australian Open    | A    | A    | A    | 1T   | F    | QF   | SF   | 3T   | 4T   | QF   | 4T   | A    | 4T   | QF   | 3T   | 2T   | 1T   | A    | A    | 0 / 13 | 37–13  | 74%        |
| Roland Garros      | Q2   | 1T   | A    | A    | A    | 4T   | 4T   | 3T   | QF   | SF   | 4T   | SF   | 3T   | 1T   | A    | 1T   | A    | 1T   | 1T   | 0 / 13 | 28–13  | 68%        |
| Wimbledon          | A    | A    | A    | 4T   | A    | 3T   | QF   | SF   | SF   | 2T   | 4T   | 3T   | QF   | 3T   | A    | 3T   | ND   | 1T   | A    | 0 / 12 | 32–12  | 73%        |
| US Open            | Q2   | A    | A    | 3T   | 3T   | 4T   | A    | QF   | 2T   | A    | 4T   | QF   | QF   | 2T   | A    | 1T   | A    | A    | A    | 0 / 10 | 25-10  | 71%        |
| Vittorie-Sconfitte | 0–0  | 0–1  | 0–0  | 5–3  | 8–2  | 12–4 | 12–3 | 13–4 | 13–4 | 10–3 | 12–4 | 11–3 | 13–4 | 7–4  | 2-1  | 4–4  | 0–1  | 0–2  | 0–1  | 0 / 48 | 121–48 | 72%        |

#### Finali perse (1)
| N. | Data            | Torneo                     | Superficie | Avversario in finale | Punteggio             |
| 1. | 27 gennaio 2008 | Australian Open, Melbourne | Cemento    | Novak Đoković        | 6-4, 4-6, 3-6, 6(2)-7 |